# Горная (приток Шокши)
Горная — река в России, протекает по Прионежскому району Республики Карелия. Левый приток реки Шокша (устье южнее посёлка Устье и западнее дороги Кварцитный — Шокша). Длина реки составляет 10 км, площадь водосборного бассейна — 54,9 км².
Берёт начало из озера Анашкино на высоте 73,2 м нум. Направление течения северо-восточное. На высоте 34,0 м нум впадает в реку Шокша с левого берега, на её 3,6 км от устья. Общее падение реки — 39,2 метра.

## Данные водного реестра
По данным государственного водного реестра России относится к Балтийскому бассейновому округу, водохозяйственный участок реки — Бассейн Онежского озера без рр. Шуя, Суна, Водла и Вытегра, речной подбассейн реки — Свирь (включая реки бассейна Онежского озера). Относится к речному бассейну реки Нева (включая бассейны рек Онежского и Ладожского озера).
Код объекта в государственном водном реестре — 01040100612102000013897.